# 181 Fremont
Il 181 Fremont è un grattacielo ad uso misto, residenziale ed uffici, in costruzione nel quartiere South of Market della città statunitense di San Francisco. È stato progettato dallo studio Heller Manus Architects insieme alla Arup.

## Storia
Il progetto originario proposto nel 2007 dalla SKS Investments prevedeva una torre alta 274 metri con 66 piani. In seguito, l'altezza venne tuttavia ridotta secondo quanto stabilito dal Transbay Center District Plan approvato nell'agosto 2012 e a dicembre dello stesso anno il nuovo design della torre venne approvato.
Il 29 marzo 2013, la Jay Paul Company annunciò di aver rilevato il progetto dalla SKS Investments e di voler iniziare rapidamente la costruzione del grattacielo, con il completamento stimato per il secondo quadrimestre del 2015. Secondo Bloomberg il costo dell'operazione, incluso l'acquisto del terreno, fu di 375 milioni di dollari.
Nell'agosto 2013 ebbero inizio i lavori di demolizione della struttura esistente e il 12 novembre dello stesso anno iniziarono i lavori di costruzione, con la cerimonia della posa della prima pietra. La Jay Paul Company affermò che il costo totale della costruzione sarebbe stato di 500 milioni di dollari e che il completamento era previsto per inizio 2017. L'edificio è stato inaugurato nel maggio 2018.